# Martyna Byczkowska
Martyna Byczkowska (ur. 26 listopada 1995 w Gdyni) – polska aktorka teatralna i filmowa.

## Życiorys
W 2018 roku dostała Nagrodę Rektora Akademii Teatralnej  im. Aleksandra Zelwerowicza w Warszawie za „dojrzałość w kreowaniu debiutanckiej roli”. W 2019 roku ukończyła studia na Wydziale Aktorskim tej akademii. W latach 2018–2019 występowała w Teatrze Dramatycznym m.st. Warszawy.
W 2020 zagrała Kamilę Kopińską w serialu Netfliksa pt. W głębi lasu. W latach 2021–2024 wcielała się w rolę Hani Mazur w serialu Skazana produkcji Playera i Max. W 2021 roku grała główną rolę Leny Gradziuk w serialu Mental udostępnionym na platformie VOD Polsat Box Go. Wcieliła się również w główną rolę Poli w filmie pt. Na chwilę, na zawsze, którego premiera odbyła się 15 lipca 2022 roku. Na jego potrzeby nagrała piosenkę „Mam dość” wraz z teledyskiem opublikowanym na kanale Pawła Domagały. Największą popularność zdobyła rolą Hani Mazur w serialu TVN i Player pt. Skazana oraz Leny Gradziuk „Jaskółki” w serialu Polsat Box Go i Polsatu pt. Mental. W 2023 ogłoszono, że aktorka zagra główną rolę Leny Głowackiej w serialu Absolutni debiutanci, który produkowany jest przez Netflix oraz drugoplanową rolę w serialu 1670.

## Filmografia
| Rok       | Tytuł                | Rola                                 | Uwagi       |
| --------- | -------------------- | ------------------------------------ | ----------- |
| 2018      | O mnie się nie martw | Julia Gąsowska                       |             |
| 2018      | Druga szansa         | młoda pacjentka                      | odc. 60, 62 |
| 2019      | DNA                  | Daria                                | odc. 4      |
| 2020      | W głębi lasu         | Kamila Kopińska w roku 1994          |             |
| 2021      | Mental               | Lena Gradziuk „Jaskółka”             |             |
| 2021–2024 | Skazana              | Hania Mazur                          |             |
| 2022      | Na chwilę, na zawsze | Pola                                 |             |
| 2022      | Obudź się            | Zosia                                |             |
| 2023      | Absolutni debiutanci | Lena Głowacka                        |             |
| 2023      | 1670                 | Aniela Adamczewska, córka Jana Pawła |             |
| 2024      | Skrzyżowanie         | Justyna, wnuczka Tadeusza i Heleny   |             |
| 2024      | Rzeczy niezbędne     | panna młoda                          |             |
| 2024      | Nieprzyjaciel        |                                      |             |
| 2024      | Intersection         | rekruterka                           |             |
| 2025      | Larp                 | Helena                               |             |
| 2025      | Chopin, Chopin!      | Maria Wodzińska                      |             |